# Karin Eklundh
Karin Maria Elisabet Eklundh, född 22 maj 1962 i Råda i Göteborgs och Bohus län, är en svensk dirigent, sångare och sångpedagog.
Karin är utbildad kördirigent och sångpedagog vid Kungliga Musikhögskolan i Stockholm och har bland annat studerat kördirigering för professor Anders Eby.
Karin Eklundh har sjungit i sånggruppen Fjedur som har sina rötter i Dalarna och den svenska folkmusiken. Karin har varit musiklärare i Uppsala musikklasser. Mellan 1993 och 2014 var Karin Eklundh dirigent för damkören La Cappella. Karin var bosatt på Gotland 2014–2021 och var dirigent för Sångsällskapet NS, Visby vokalensemble och Campus Gotlands Kammarkör. Sedan 2019 är Karin anställd som förbundsdirektör på Sveriges Körförbund och är idag bosatt i Stockholm. 

## Priser och utmärkelser
- 2006 – Årets körledare
- 2017 – H. M. Konungens medalj av 8:e storleken för betydande insatser som kördirigent och sångpedagog